# 巴塔哥尼亚 (亚利桑那州)
巴塔哥尼亚（英文：Patagonia），是美国亚利桑那州圣克鲁斯县下属的一座城市。面积约为1.29平方英里（约合3.3平方公里）。根据2010年美国人口普查，该市有人口913人，人口密度为709.1/平方英里。在建制上，该市属于“Town”。